# Sâmnio

Península italiana em

Sâmnio (em latim: Samnium; em osco, Safinim) era uma região da parte sul dos Apeninos na Itália, lar dos samnitas, um grupo de tribos sabelas que controlavam a área entre 600−290 a.C.
Sâmnio era delimitada pelo Lácio ao norte, pela Lucânia (ver também Basilicata) ao sul, pela Campânia, a oeste, e Apúlia, a leste. As principais cidades da região eram Bovaiamom, depois chamada de Boviano dos Undecumanos pelos latinos, e Malvento (do osco Maloenton), depois chamada de Benevento pelos romanos.
Pela maior parte de sua história os samnitas achavam-se rodeados de terra, mas durante um breve período chegaram a controlar partes de ambos os litorais da península itálica. Os samnitas se organizaram em pelo menos quatro tribos:
- os Pentros (Pentri), a tribo mais importante, cuja capital era Boviano;
- os Caracenos (Caraceni), cujas cidades principais eram Clúvia e Juvano - cujas ruínas estendem-se entre Torricella Peligna e Montenerodomo);
- os Caudinos (Caudini), cuja capital era Cáudio;
- os Hirpinos (Hirpini, da palavra osca para lobo), cuja capital era Malvento.

Mais tarde essas tribos podem haver se unido aos Frentanos, cuja capital era Larino.
A capital da Liga Federal formada pela união das tribos era Boviano dos Undecumanos, exceto por um curto período de tempo, entre os séculos IV-III a.C., quando sua capital foi Aquilônia, destruída pelos romanos em 293 a.C., e cuja localização atualmente se desconhece.
O mais antigo registro escrito daquele povo é um tratado com os romanos, datado de 354 a.C., que determinava suas fronteiras no rio Liris. Pouco depois estouraram as Guerras Samnitas. Os samnitas venceram uma importante batalha contra o exército romano em 321 a.C., e seu império atingiu o apogeu em 316 a.C., após repetidas vitórias sobre os romanos.
Em 290 a.C., os romanos finalmente romperam o poder dos samnitas. Em 82 a.C., o ditador romano Sula chacinou grande parte do povo e forçou os sobreviventes a se dispersar. A destruição foi tão grande que, segundo registros, "as cidades de Sâmnio tornaram-se vilarejos, e muitas desapareceram completamente".